# Stretava
Stretava es un municipio del distrito de Michalovce en la región de Košice, Eslovaquia, con una población estimada a final del año 2024 de 679 habitantes.
Se encuentra ubicado al noreste de la región, en la cuenca hidrográfica del río Bodrog (afluente derecho del Tisza) y cerca de la frontera con la región de Prešov, Ucrania y Hungría.

## Demografía
| Año        | 1994 | 2004     | 2014    | 2024    |
| ---------- | ---- | -------- | ------- | ------- |
| Población  | 533  | 634      | 671     | 679     |
| Diferencia |      | +18,94 % | +5,83 % | +1,19 % |

| Año        | 2023 | 2024    |
| ---------- | ---- | ------- |
| Población  | 681  | 679     |
| Diferencia |      | −0,29 % |